# Universidade de Lübeck
A Universidade de Lübeck (em alemão:  Universität zu Lübeck é uma universidade alemã na cidade hanseática de Lübeck, que foi criada em 1964 como a segunda faculdade de medicina da Universidade de Kiel. O campus da universidade está localizado ao sul da cidade, no distrito de St. Jürgen. Alguns institutos estão localizados fora do campus, na Lübecker Altstadt.
Em 1964 foi fundada a Medizinische Akademie Lübeck. Em 1973 esta universidade científica independente, inicialmente sob o nome de Medizinische Hochschule Lübeck, foi desde 1985 denominada como Medizinische Universität zu Lübeck. A universidade recebeu seu nome atual em 2002.
Mais de 5 000 alunos estão matriculados na universidade. Trabalham na universidade 150 professores e 100 Privatdozent. Em 2003 o Centro Médico da Universidade de Lübeck foi fundido com o Centro Médico da Universidade de Kiel para formar o Centro Médico da Universidade de Schleswig-Holstein (UKSH) e, portanto, o segundo maior hospital universitário da Alemanha. Com mais de 5 300 funcionários, a universidade e a clínica estão entre os maiores empregadores da região de Lübeck .
Gabriele Gillessen-Kaesbach é a atual reitora da universidade.

## História

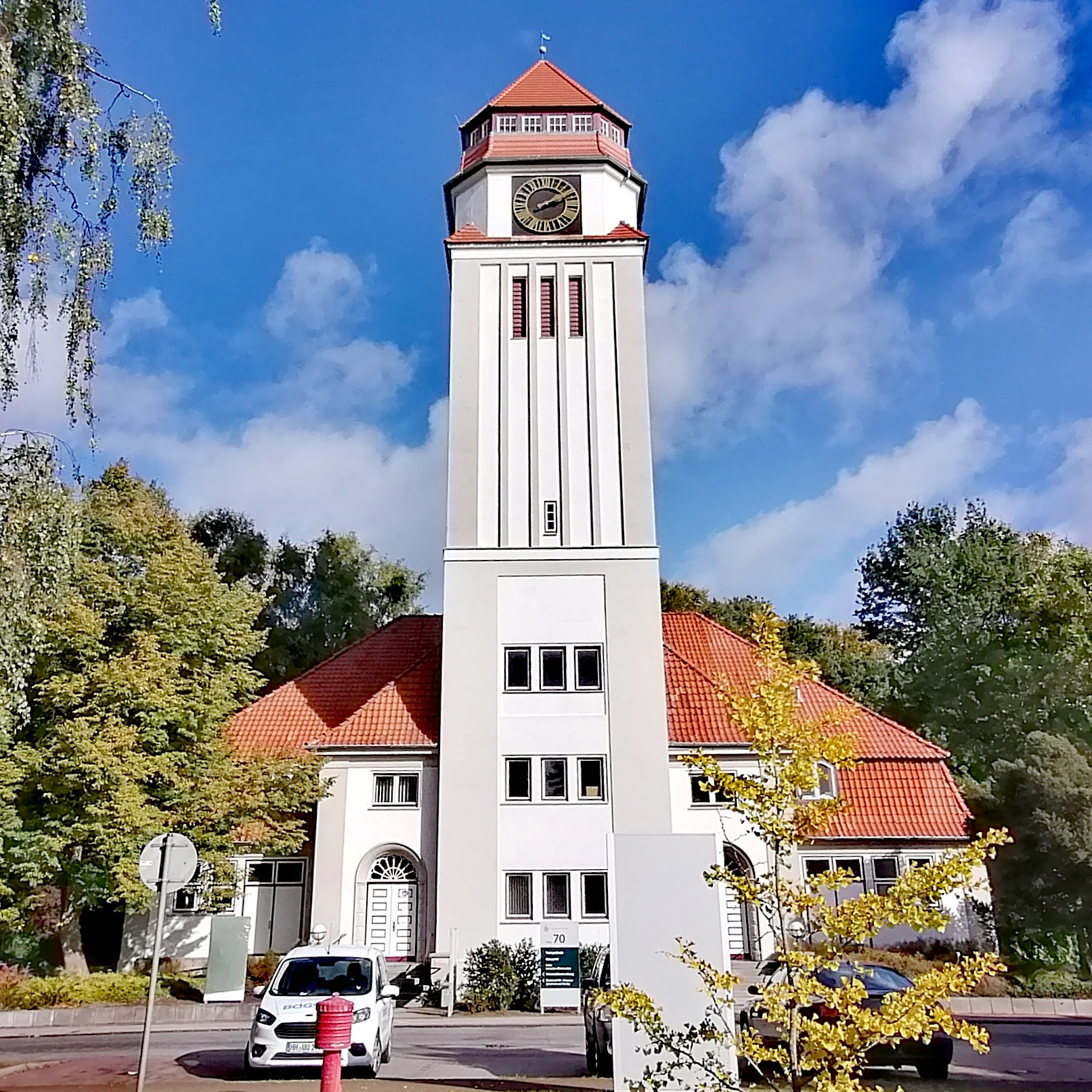
Clínica psiquiátrica da UKSH

O sanatório Strecknitz foi inaugurado em 1912 e a pedra fundamental foi lançada em 1909. Durante a era nazista 605 pacientes psiquiátricos foram deportados do sanatório para Eichberg em Hessen como parte da "Aktion Brand". Em 1983 uma pedra memorial foi erguida nas instalações da clínica.